# Egelseebach (Donau)
Der Egelseebach ist ein etwa neun Kilometer langer, zum Schutz vor größeren Hochwässern angelegter Bach, der vor Mertingen an einem Teilungsbauwerk nach rechts von der Schmutter abgeht, etwa parallel zu dieser nordwärts läuft und gegenüber von Zirgesheim von rechts in die Donau einfließt.

## Geographie

### Verlauf
Der Egelseebach wird in der Gemeinde Mertingen von der Schmutter östlich abgeleitet. Er fließt durchweg in nördliche Richtungen und verläuft rund zwei Kilometer östlich am Gemeindegebiet Asbach-Bäumenheim vorbei. Zuletzt mündet der Egelseebach nahe dem Genderkinger Ortsteil Urfahrhof in die Donau.

### Zuflüsse
Hierarchische Liste der Zuflüsse jeweils vom Ursprung bis zur Mündung. Längen und Einzugsgebiete nach dem amtlichen Gewässerverzeichnis, Höhen abgefragt auf der amtlichen topographischen Karte.
- Schandgraben, von rechts auf etwa 402 m ü. NHN östlich von Asbach, 9,0 km und 24,8 km². Entsteht auf etwa 404 m ü. NHN durch den Zusammenfluss seiner beiden Oberläufe.
  - Landgraben, Oberlaufname Riedgraben, linker Oberlauf bis südöstlich von Asbach, 7,7 km und 12,0 km².
  - Schandgraben 2 oder Östlicher Schandgraben, rechter Oberlauf bis südöstlich von Asbach, 5,3 km und 5,3 km².
  - Schandgraben 1 oder Westlicher Schandgraben, Oberlaufname Landgraben, von links auf etwa 403 m ü. NHN südöstlich von Asbach, 7,1 km und 5,9 km².
- (Zufluss), von links auf etwa 399 m ü. NHN östlich von Donauwörth-Nordheim, 2,4 km und 2,0 km².

## Geschichte
An der in den 1950er-Jahren noch sichtbar gewesenen Geländegestaltung nimmt man an, dass die Schmutter den Flusslauf des heutigen Egelseebachs hatte. Im Jahre 1957 wurden die Flussschlingen begradigt. Damit entstand eine unnatürlich eingedeichter Hochwasserabflussgraben. Da die Begradigung eine Laufverkürzung und damit eine Erhöhung des Gefälles nach sich zog, mussten im Laufe der Zeit eine Vielzahl von Abstürzen installiert werden, die wiederum die Fischwanderung verhinderten.
Im Jahre 1995 schaffte das Wasserwirtschaftsamt Donauwörth zahlreiche Verbesserungen des Flusslaufs. Elf Abstürze wurden zu 26 Steinrampen und Steingleiten umgebaut, um eine raue Oberfläche zu schaffen, die Fischen und anderen Wasserlebewesen einen Aufstieg ermöglichen. Weiterhin wurde der Uferverbau entfernt, die Ufer renaturalisiert und Seitenrinnen angelegt. An Bachströmungen entstanden Verzweigungen mit Kiesbänken. Durch die abwechslungsreichere Gestaltung des Bachlaufs wurden die verschiedensten Lebensräume wiederhergestellt.
Ziel war es 2002, nach und nach weitere Hindernisse umzubauen und die Planung eines Egelseebachwehrs mit Fischaufstiegshilfe umzusetzen, um Fischen und Wasserlebewesen den kompletten Aufstieg von der Donau bis in die Schmutter zu ermöglichen.

## Freizeitaktivitäten
Der Egelseebach wird von Anglern als Paradies für Fliegenfischer bezeichnet. Außerdem lädt das Landschaftsgebiet zum Wandern oder einen einfachen Spaziergang ein.